# استنلی فیشر
استنلی فیشر (عبری: סטנלי פישר‎، انگلیسی: Stanley Fischer؛ ۱۵ اکتبر ۱۹۴۳ – ۳۱ مه ۲۰۲۵) اقتصاددان آمریکایی اسرائیلی بود. او از سال ۲۰۰۵ تا ۲۰۱۳ ریاست بانک اسرائیل را بر عهده داشت. پیشتر اقتصاددان ارشد بانک جهانی بود.در ۱۰ ژانویه ۲۰۱۴ رئیس‌جمهور وقت ایالات متحده آمریکا، باراک اوباما فیشر را به عنوان نایب رئیس فدرال رزرو نامزد کرد که از سال ۲۰۱۴ تا ۲۰۱۷ به عنوان بیستمین نایب رئیس فدرال رزرو خدمت کرد. فیشر فرد شماره دو صندوق بین‌المللی پول در دهه ۱۹۹۰ بوده‌است.

## زندگی
فیشر در یک خانواده یهودی در رودزیای شمالی به دنیا آمد. وقتی سیزده‌ساله بود خانواده‌اش به رودزیای جنوبی (زیمبابوه فعلی) نقل مکان کردند. در این زمان او در جنبش جوانان صهیونیست شروع به فعالیت کرد. در سال ۱۹۶۰ میلادی او به اسرائیل سفر کرد و زبان عبری یادگرفت. او ابتدا قصد داشت در دانشگاه عبری اورشلیم تحصیل کند ولیکن بعد از اینکه موفق شد بورس از دانشکده اقتصاد دانشگاه لندن اخذ کند به آنجا رفت. فیشر سپس به ایالات متحده رفت تا در دانشگاه ام.آی.تی. به ادامه تحصیل بپردازد. او مدرک دکترای اقتصاد خود را از دانشگاه ام.آی.تی. دریافت کرد و در سال ۱۹۷۶ شهروند ایالات متحده شد.

## فعالیت دانشگاهی
او در سالهای ۱۹۷۰ به عنوان استادیار دانشگاه شیکاگو مشغول به کار بود. او بین سالهای ۱۹۷۷ تا ۱۹۸۸ به عنوان استاد در دانشکده اقتصاد دانشگاه‌ام. ای.تی. کار می‌کرد. در سال ۱۹۷۷ فیشر مقاله انقباضهای بلندمدت، انتظارهای منطقی، و ایجاد بهینه منابع مالی را نوشت. این مقاله او را به یکی از شخصیتهای اصلی اقتصاد کینزی تبدیل کرد. او سه کتاب معروف در زمینه اقتصاد نوشته‌است. او همچنین استاد تز دکترای بن برننکی، ماریو دراگی، جرج مانکیو و کازو یودا (رییس بانک مرکزی ژاپن در سال ۲۰۲۳) بوده‌است.

## فعالیت بانکی
بین سالهای ۱۹۸۸ تا ۱۹۹۰ او در بانک جهانی مشغول به کار بود. او سپس با صندوق ذخیره بین‌الملل رفت و از سال ۱۹۹۴ تا ۲۰۰۱ در آنجا به سمت ریاست بود. بعد از جدایی از صندوق ذخیره بین‌الملل او به سیتی گروپ رفت. او از سال ۲۰۰۲ تا ۲۰۰۵ در سیتی گروپ کار می‌کرد.

## بانکهای مرکزی

### بانک مرکزی اسرائیل
فیشر در سال ۲۰۰۵ به سمت ریاست بانک مرکزی اسرائیل برگزیده شد. فیشر به دلیل یهودی بودن فوراً شهروندی اسرائیل دریافت کرد ولیکن شهروندی آمریکایی خود را نیز نگاه داشت. در سال ۲۰۱۰ او برای بار دوم به ریاست بانک مرکزی اسرائیل انتخاب شد. فیشر در سال ۲۰۱۱ درخواست خود را برای ریاست صندوق ذخیره جهانی به جایگزینی دومینیک اشتراس کاهن ارائه کرد ولیکن به دلیل اینکه سن او بالاتر از ۶۵ سال بود به این پست انتخاب نشد. در سال ۲۰۱۳ او از بانک اسرائیل در میانه دوره خود کناره گرفت با اینکه بسیار مورد علاقه بود.

### فدرال رزرو آمریکا
در سال ۲۰۱۴ باراک اوباما رئیس‌جمهور آمریکا او را به عنوان نائب رئیس بانک مرکزی آمریکا (فدرال رزرو) انتخاب نمود. به این ترتیب جنت یلن به عنوان رئیس بانک مرکزی و اسنتلی فیشر به عنوان نایب رئیس انتخاب شدند.

## زندگی شخصی
فیشر با رودا فیشر در زمانی که در جنبش جوانان صهیونیست عضو بود ازدواج کرد. این زوج دارای سه فرزند بودند.